# David Homel
David Homel, né en 1952 à Chicago (Illinois, États-Unis), est un romancier et traducteur d'expression anglaise. Il vit à Montréal depuis 1980, après avoir étudié et travaillé aux États-Unis, en France et à Toronto. Il a reçu le Prix du Gouverneur général en 1995 pour sa traduction de Cette grenade dans la main du jeune nègre est-elle une arme ou un fruit?, de Dany Laferrière, et en 2001 pour sa traduction de Le cercle de Clara, de Martine Desjardins. Ses romans ont tous été publiés en traduction française par Leméac/Actes Sud
Il est participant de longue date au festival littéraire Metropolis bleu. Il est également auteur d'ouvrages pour enfants.

## Œuvres

### Romans
- Electrical storms, 1988, traduit en français sous le titre Orages électriques
- Rat palms, 1992, traduit en français sous le titre Il pleut des rats
- Sonia & Jack, 1995, traduit en français sous le titre Un singe à Moscou
  - (de) extrait: Sonya & Jack, en Anders schreibendes Amerika. Literatur aus Québec. dir. Lothar Baier, Pierre Filion. Das Wunderhorn, Heidelberg 2000, pp 78 – 83
- Get on top, 1999, traduit en français sous le titre L'évangile selon Sabbitha
- The speaking cure 2003, traduit en français sous le titre L'analyste, « roman parfois qualifié de dostoïevskien »[5]
- Midway, 2010, traduit en français sous le titre Le droit chemin
- The Teardown, 2019, traduit en français sous le titre Portrait d'un homme sur les décombres
- A House Without Spirits, 2022, traduit en français sous le titre Une maison sans esprits[6].

### Récits
- Le monde est un document, avec des photos de John Max, 2002[7].
- Travels with my family, avec Marie-Louise Gay, 2006 (Voyages avec mes parents)
- On the road again – more travels with my family, avec Marie-Louise Gay, 2008 (Saucisson d'âne et bave d'escargot)
- Lunging into the Underbrush: A Life Lived Backwards, 2021 (Le vide sous mes pas : Une vie à rebours)

### Traductions
- How to Make Love to a Negro, de Dany Laferrière, 1988 (Comment faire l'amour avec un nègre sans se fatiguer))
- The invisible empire, de Denis Côté, 1990 (L'invisible puissance)
- An Aroma of Coffee, de Dany Laferrière, 1993 (L'odeur du café)
- Why must a Black Writer Write about Sex, de Dany Laferrière, 1995 (Cette grenade dans la main du jeune nègre est-elle une arme ou un fruit?)
- Sandman Blues, de Stéphane Bourguignon, 1996 (L'avaleur de sable)
- A Drifting Year, de Dany Laferrière, 1997, (Chronique de la dérive douce)
- The second fiddle, d'Yves Beauchemin, 1998 (Le second violon)
- Olivo Oliva, de Philippe Poloni, 1999
- Fairy Rings, de Martine Desjardins, 2001 (Le cercle de Clara), en collaboration avec Fred A. Reed
- The Heart is an Involuntary Muscle, de Monique Proulx, 2003 (Le cœur est un muscle involontaire), en collaboration avec Fred A. Reed
- All that Glitters, de Martine Desjardins, 2005 (L'élu du hasard), en collaboration avec Fred A. Reed
- The Baldwins, de Serge Lamothe, 2006 (Les Baldwin), en collaboration avec Fred A. Reed